# Ljetna univerzijada 2013.
XXVII. Ljetna univerzijada održana je u ruskom gradu Kazanju od 6. do 17. srpnja 2013. godine.
Domaćinstvo je dodijeljeno Kazanju koji je isto za Univerzijadu 2011. izgubio od kineskog Shenzhena za dva glasa.
Natjecanje je otvoreno na novom stadionu Areni Kazanj.

## Športovi
- skokovi u vodu
- vaterpolo
- plivanje
- streličarstvo
- atletika
- badminton
- boks
- borba za pojas
- hrvanje
- hokej na travi
- kanu
- košarka
- odbojka na pijesku
- šah
- biciklizam
- mačevanje
- nogomet
- aerobik
- športska gimnastika
- ragbi 7
- ritmička gimnastika
- ronjenje
- golf
- džudo
- jedrenje
- sambo
- streljaštvo
- stolni tenis
- taekwondo
- tenis
- odbojka
- dizanje utega